# Istanbul Cup 2016
L'Istanbul Cup 2016, anche conosciuto come TEB BNP Paribas İstanbul Cup per motivi di sponsorizzazione, è stato un torneo di tennis giocato sul Terra rossa. È stata la 9ª edizione dell'Istanbul Cup, che fa parte della categoria International nell'ambito del WTA Tour 2016. Si è giocato a Istanbul, in Turchia, dal 18 al 24 aprile 2016.

## Partecipanti

### Teste di serie
| Nazionalità | Giocatrice                | Ranking* | Testa di serie |
| ----------- | ------------------------- | -------- | -------------- |
| Slovacchia  | Anna Karolína Schmiedlová | 34       | 1              |
| Belgio      | Yanina Wickmayer          | 42       | 2              |
| Ucraina     | Lesja Curenko             | 43       | 3              |
| Belgio      | Kirsten Flipkens          | 59       | 4              |
| Montenegro  | Danka Kovinić             | 61       | 5              |
| Giappone    | Nao Hibino                | 66       | 6              |
| Ucraina     | Kateryna Bondarenko       | 67       | 7              |
| Svezia      | Johanna Larsson           | 69       | 8              |

- Ranking all'11 aprile 2016.

### Altre partecipanti
Giocatrici che hanno ricevuto una wild card:
- Ayla Aksu
- İpek Soylu
- Dajana Jastrems'ka

Giocatrici passati dalle qualificazioni:

- Sorana Cîrstea
- Réka Luca Jani
- Kristína Kučová
- Marina Mel'nikova
- Maria Sakkarī
- Maryna Zanevs'ka

## Campionesse

### Singolare
Çağla Büyükakçay ha sconfitto in finale  Danka Kovinić con il punteggio di 3-6, 6-2, 6-3.
- È il primo titolo in carriera per Büyükakçay.

### Doppio
Andreea Mitu /  İpek Soylu hanno conquistato il titolo a seguito del ritiro di  Xenia Knoll /  Danka Kovinić.